# Acide iboténique
L'acide iboténique est un composé organique qui est présent naturellement dans les champignons Amanita muscaria et Amanita pantherina, et dans d'autres. L'acide iboténique est un puissant neurotoxique qui est utilisé  comme un "agent de lésions cérébrales" et s'est révélé hautement neurotoxique quand il est injecté directement dans le cerveau de souris et de rats.
Originellement, l'acide iboténique a été isolé, en 1960, de Amanita ibotengutake au Japon.  A. ibotengutake est très semblable à A. pantherina.

## Psychopharmacologie

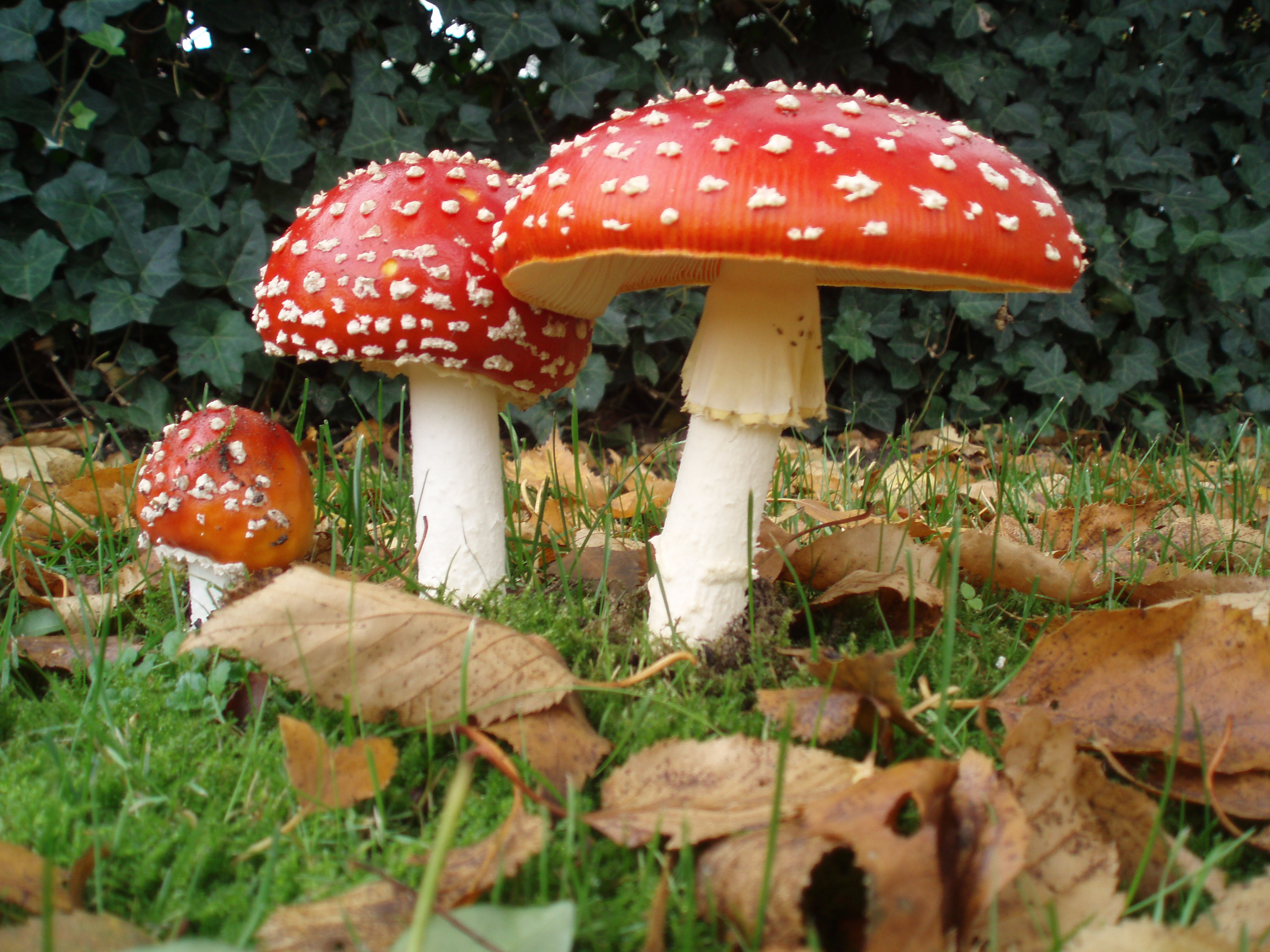
Amanita muscaria qui contient de l'acide iboténique

Quand de l'acide iboténique est ingéré, une petite portion est décarboxylée en muscimol. L'acide iboténique produit des effets enthéogéniques chez l'être humain à des doses de la gamme de 50–100 mg. Le pic d'intoxication est atteint approximativement 2-3 heures après une ingestion orale et consiste en un ou tous les symptômes suivants :
- hallucination visuelle et perceptions sensorielles altérées ;
- perte d'équilibre, vertiges ;
- contractions musculaires (communément classées à tort comme des convulsions).

Ces effets perdurent généralement 6 à 8 heures selon la dose ingérée.

## Usages dans les rituels chamaniques
L'acide iboténique (couplé aux autres substances comme le muscimol trouvé dans Amanita muscaria et Amanita pantherina) est un produit commun dans les rituels chamaniques. Le muscimol est excrété inchangé et de manière relativement importante dans les urines.